# Apertura Ponziani
|       |       |       |       |       |       |       |       |       |  |
|       | a8 rd | b8    | c8 bd | d8 qd | e8 kd | f8 bd | g8 nd | h8 rd |  |
| a7 pd | b7 pd | c7 pd | d7 pd | e7    | f7 pd | g7 pd | h7 pd |       |  |
| a6    | b6    | c6 nd | d6    | e6    | f6    | g6    | h6    |       |  |
| a5    | b5    | c5    | d5    | e5 pd | f5    | g5    | h5    |       |  |
| a4    | b4    | c4    | d4    | e4 pl | f4    | g4    | h4    |       |  |
| a3    | b3    | c3 pl | d3    | e3    | f3 nl | g3    | h3    |       |  |
| a2 pl | b2 pl | c2    | d2 pl | e2    | f2 pl | g2 pl | h2 pl |       |  |
| a1 rl | b1 nl | c1 bl | d1 ql | e1 kl | f1 bl | g1    | h1 rl |       |  |
|       |       |       |       |       |       |       |       |       |  |

La Apertura Ponziani (ECO C44) es una antigua forma de comenzar la partida de ajedrez, data del siglo XVIII, sólida y con pocas variantes. Se considera que es una apertura inferior (aunque Magnus Carlsen le ha jugado varias veces) porque la estructura de peones inicial de las blancas dificulta el desarrollo de las piezas, sin embargo para aprovechar esto las negras deben jugar con decisión, lo que puede llevarle a caer en posiciones arriesgadas. 
El objetivo estratégico de las blancas es formar, rápidamente, un centro fuerte y móvil, con un peón en c3 y otro en e4, y tras ello sostenerlo desarrollando sus piezas y atacar el ala de dama. Las negras debe oponerse a este plan tratando de minar el centro incluso sacrificando un peón si fuera necesario, y desarrollando muy rápidamente sus piezas, siempre atacando el centro, bien directamente o bien de lejos. Deben contrarrestar este plan y no entretenerse en otros objetivos, ya que pueden quedar con menos espacio y con dificultades para defenderse.
Línea principal:
1.e4 e5

2.Cf3 Cc6

3.c3
1.e4 e5 2.Cf3 Cc6 3.c3 d5 4.Da4 Línea principal
1.e4 e5 2.Cf3 Cc6 3.c3 d5 4.Da4 Cf6
1.e4 e5 2.Cf3 Cc6 3.c3 d5 4.Da4 f6
1.e4 e5 2.Cf3 Cc6 3.c3 Cf6 Segunda línea
1.e4 e5 2.Cf3 Cc6 3.c3 Cf6 4.d4 Cxe4 5.d5 Ac5
1.e4 e5 2.Cf3 Cc6 3.c3 f5
1.e4 e5 2.Cf3 Cc6 3.c3 f5 4.d4 d6 5.d5
1.e4 e5 2.Cf3 Cc6 3.c3 f5 4.d4 d6 5.d5 fxe4 6.Cg5 Cb8 7.Cxe4 Cf6 8.Ad3 Ae7
1.e4 e5 2.Cf3 Cc6 3.c3 Cge7
1.e4 e5 2.Cf3 Cc6 3.c3 Ae7